# Allan Alemán
Allan Alemán Ávila (San José, 29 luglio 1983) è un ex calciatore costaricano, di ruolo attaccante.